# Nick Heidfeld
Nick Lars Heidfeld (født 10. maj 1977 i Mönchengladbach, Vesttyskland) er en tysk racerkører, der havde kørt i Formel 1 for Prost, Sauber, Jordan, Williams og Renault. Han fik sin Formel 1-debut i år 2000, og har siden kørt 185 Grand Prix'er (pr. september 2011). Han har aldrig vundet et løb, og besidder dermed rekorden for at være den Formel 1-kører der har kørt flest Grand Prix'er uden at vinde et. 10 gange er han dog sluttet på podiet for sekundære placeringer.